# Isagoge
Isagoge (altgriechisch Εἰσαγωγή Eisagōgḗ, deutsch ‚Einführung‘) ist der Titel mehrerer antiker, mittelalterlicher und frühneuzeitlicher Schriften. Das bekannteste dieser Werke ist die kurze Einführung in die Logik des Aristoteles, die der griechische Philosoph Porphyrios im 3. Jahrhundert verfasste. Sie hatte bedeutenden Einfluss auf die Philosophie des Mittelalters.

## DieIsagogedes Porphyrios

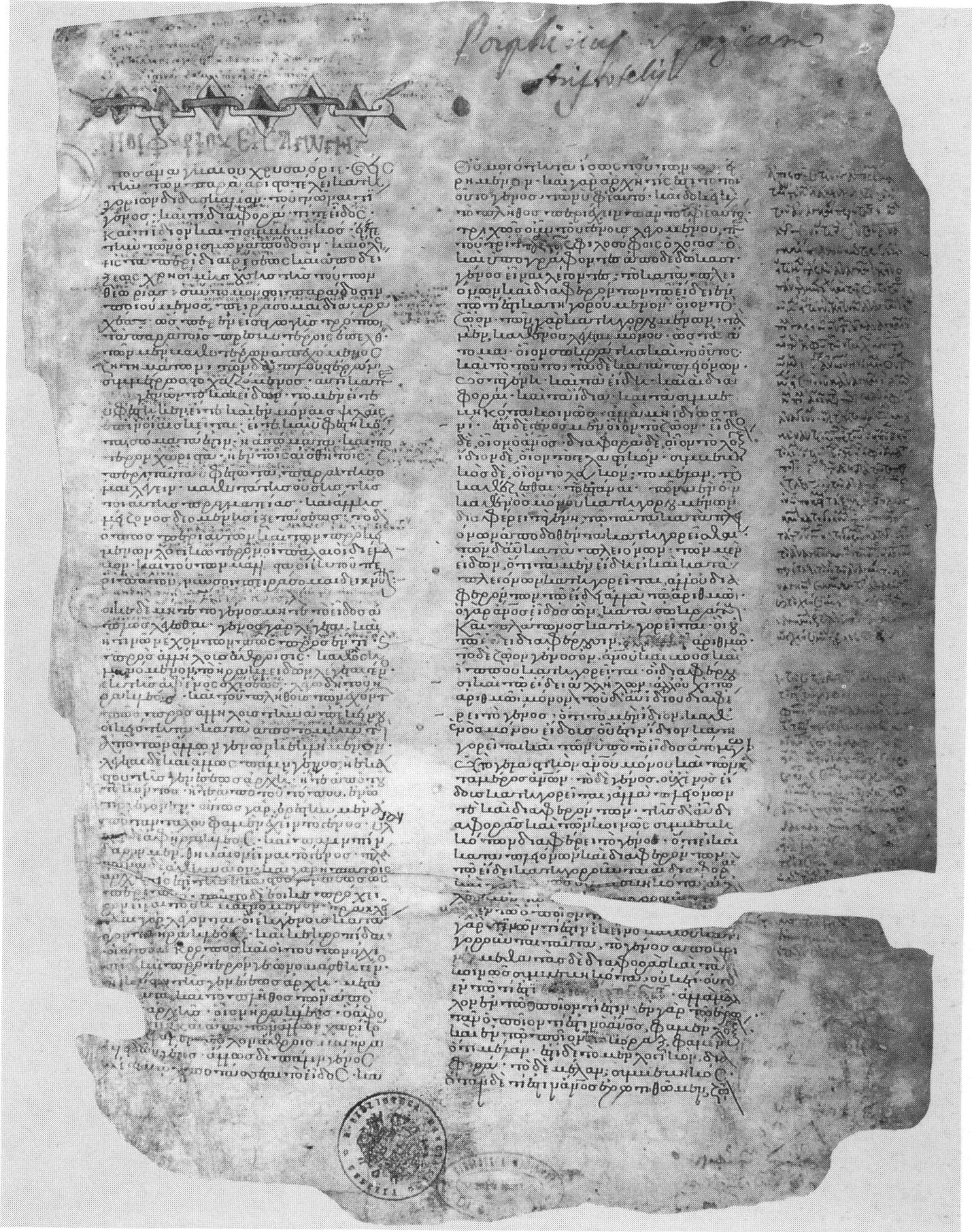
Der Anfang der Isagoge in der Handschrift Venedig, Biblioteca Nazionale Marciana, Gr. IV 53, fol. 1r (13. Jahrhundert)

In der Isagoge erläutert Porphyrios fünf miteinander verbundene philosophische Grundbegriffe, die sogenannten Prädikabilien:
1. Gattung (griechisch γένος génos, lateinisch genus)
2. Art (griechisch εἶδος eîdos, lateinisch species)
3. Differenz (griechisch διαφορά diaphorá, lateinisch differentia)
4. Proprium (griechisch ἴδιον ídion, lateinisch proprium)
5. Akzidenz (griechisch συμβεβηκός symbebekós, lateinisch accidens).

Gleich am Anfang der Schrift formuliert Porphyrios bezüglich der Unterscheidung von Arten und Gattungen aus der aristotelischen Topik jene drei Fragen, die den Rahmen des mittelalterlichen Universalienstreits absteckten:
1. Sind Universalien vom Denken abhängig oder unabhängig?
2. Falls sie unabhängig sind, existieren sie dann als reale Dinge?
3. Sind sie von den Sinnen getrennt oder mit ihnen verbunden?

Porphyrios beantwortet diese Fragen jedoch ausdrücklich nicht.
Ihre Diskussion begann erst bei Boëthius, der die Isagoge zweimal ins Lateinische übersetzte und ausführlich kommentierte. Seit dieser und weiteren lateinischen Übertragungen ist die Schrift auch unter dem Titel Quinque voces ‚Fünf Begriffe‘ bekannt. Im abendländischen Mittelalter war die Isagoge in Boëthius‘ Übersetzung das wichtigste einführende Handbuch der logica vetus („alte“, d. h. aristotelische Logik). Eine vergleichbare Wirkung erzielte im arabischsprachigen Raum die arabische Übersetzung, die Abu 'Uthman ad-Dimashqi um 900 anfertigte. Weitere Übersetzungen ins Lateinische, Syrische und Armenische sind bekannt; insgesamt wurde die Schrift mehr als zwanzigmal kommentiert und bis ins 12. Jahrhundert als einführendes Lehrbuch verwendet.
In Anschluss an die Isagoge wurde im Mittelalter die Metapher der arbor porphyriana  geprägt. Die arbor porphyriana stellt die systematische Klassifikation von Gattungen und Arten als rekursiven Baum dar.
Die arbor porphyriana dient auch der Diskussion philosophischer Probleme:
- Probleme der Metaphysik (was zählt als Gattung? was als Art? was als Differenz?)
- Probleme der Universalien (metaphysische und epistemologische Aspekte)

## Gleichnamige Werke anderer Autoren
- Albinus, ein Mittelplatoniker, verfasste im 2. Jahrhundert eine früher als Isagoge bekannte, heute meist Prolog genannte Einführung in die platonische Philosophie.
- Hunayn ibn Ishaq (genannt Johannitius), ein arabischer christlicher Übersetzer, stellte mit der später nach ihm benannten Isagoge (Iohanicii) (Isagoge des Johannitius; Originaltitel: Kitāb al-mudḫal fi’ṭibb’) eine im Mittelalter verbreitete Einführung in die Medizin mit Erläuterung der Humoralpathologie und -physiologie aus antiken griechischen Quellen zusammen. Eine erste Übersetzung ins Lateinische (Isagoge ad tegni Galeni) erfolgte durch Constantinus Africanus, einen Benediktiner des 11. Jahrhunderts.[1]
- Berengario da Carpi verfasste 1522 ein Isagoge betiteltes anatomisches Lehrbuch.[2]
- Boncompagno da Signa (1194–1243), ein Rhetoriker, schrieb eine Isagoge (auch Ysagoge genannt).[3]
- Jacques Dubois schrieb In linguam gallicam isagoge, una cum eiusdem Grammatica latino-gallica, ex hebraeis, graecis et latinis authoribus (R. Estienne, Paris 1531) und Isagoge in libros Hippocratis et Galeni anatomicos (1555).
- Rudolf Goclenius der Ältere (1547–1628), ein Marburger Metaphysiker, schrieb 1598 eine Isagoge in Organum Aristotelis.
- Julius Sperber (um 1540–1616), Alchemist und Rosenkreuzer, schrieb 1608 eine Isagoge als „Einführung in die wahre Kenntnis Gottes und der Natur“.
- Jean-Baptiste Besard verfasste Isagoge in artem testudinariam, ein Lehrwerk für die Laute.
- Johann Crato von Krafftheim: Isagoge medicinae. Venedig 1560.

## Ausgaben und Übersetzungen derIsagogedes Porphyrios
- Adolf Busse (Hrsg.): Porphyrii isagoge et in Aristotelis categorias commentarium (= Commentaria in Aristotelem Graeca, Bd. 4 Teil 1). Georg Reimer, Berlin 1887 (kritische Ausgabe der Isagoge samt der lateinischen Übersetzung von Boethius sowie der Schrift Zu den 'Kategorien' des Aristoteles in Frage und Antwort; die letztere Ausgabe ist überholt. Online: BNF).
- Hans Günter Zekl: Porphyrios: Einführung in die Kategorien des Aristoteles (Isagoge). In: Hans Günter Zekl: Aristoteles: Kategorien, Hermeneutik (= Aristoteles: Organon. Band 2). Meiner, Hamburg 1998, ISBN 3-7873-1313-3, S. 153–188 (Übersetzung).
- Jonathan Barnes: Porphyry: Introduction. Clarendon Press, Oxford 2003, ISBN 0-19-924614-9 (englische Übersetzung der Isagoge mit ausführlichem Kommentar).
- Porphyrius Einleitung in die Kategorien. Neu übersetzt und mit einer Einleitung und erklärenden Anmerkungen versehen. In: Eugen Rolfes (Hrsg.): Aristoteles Kategorien. Felix Meiner Verlag, Leipzig 1920, S. 1–27 (Digitalisat im Internet Archive).